# Gens Vipsania
De Gens Vipsania was een gens afkomstig uit de ordo equester. Er is veel discussie over de oorsprong van de naam en de gens zelf, waarbij men zowel een Etruskische, als Marsische en Venetische afkomst zijn voorgesteld. De naam wordt wel teruggevoerd op het Etruskische visanie (variant visnie). De theorie dat Marcus Vipsanius Agrippa - het bekendste lid van de gens - afkomstig zou zijn uit de lange tijd Etruskische stad Pisa, versterkt dit vermoeden. Het feit dat het cognomen Agrippa zeer populair was in deze gens hoeft geen betoog.

## Bekende leden
- Lucius Vipsanius Agrippa, vader van Marcus Vipsanius Agrippa;
- Marcus Vipsanius Agrippa, schoonzoon van Augustus;
- Gaius Vipsanius Agrippa, oudste zoon van Marcus Vipsanius Agrippa en Julia Caesaris maior, beter bekend onder zijn adoptienaam Gaius Julius Caesar Vipsanianus;
- Lucius Vipsanius Agrippa, tweede zoon van Marcus Vipsanius Agrippa en Julia Caesaris maior, beter bekend onder zijn adoptienaam Lucius Julius Caesar;
- Marcus Vipsanius Agrippa Postumus, zoon van Marcus Vipsanius Agrippa en Julia Caesaris maior, geboren na de dood van zijn vader;
- Vipsania Polla, zuster van Marcus Vipsanius Agrippa;
- Vipsania Agrippina, dochter van Marcus Vipsanius Agrippa bij Pomponia Caecilia;
- Vipsania Marcella Agrippina, dochter van Marcus Vipsanius Agrippa bij Claudia Marcella maior;
- Vipsania Julia Agrippina, oudste dochter van Marcus Vipsanius Agrippa bij Julia Caesaris maior;
- Vipsania Agrippina maior, dochter van Marcus Vipsanius Agrippa bij Julia Caesaris maior;